# Słępy
Słępy (niem. Schlömpen)  – przysiółek w Polsce położony w województwie warmińsko-mazurskim, w powiecie kętrzyńskim, w gminie Korsze.
W latach 1975–1998 miejscowość administracyjnie należała do województwa olsztyńskiego. Przysiółek jest częścią sołectwa Karszewo.

## Szkoła
Początki szkolnictwa w Słępach są datowane na pierwszą połowę XVIII wieku, na okres panowania króla Prus Fryderyka Wilhelma I. W roku 1732 za sprawą działalności komisji szkolnej założono na terenie parafii Sątoczno osiem szkół pod przewodnictwem pastora Jakuba Michaela Webera, wśród nich także szkołę w Słępach.
Po II wojnie światowej w Słępach działała szkoła podstawowa, będąca filią Szkoły Podstawowej w Sątocznie. Filia w Słępach została włączona do szkoły w Sątocznie od września 1973 r.